# M1 (missile)
L'M1 era un missile balistico lanciato da sottomarini (SLBM) a raggio intermedio, o con la notazione francese MSBS, per Mer-Sol Balistique Stratégique (mare-terra balistico strategico), bistadio sviluppato dall'azienda francese Société pour l'étude et la réalisation d'engins balistiques (SEREB) nei primi anni settanta.
Fu il primo missile balistico lanciato da sottomarini in dotazione alla FOST (Force océanique stratégique française) come deterrente nucleare a bordo dei sottomarini SNLE della Classe Le Redoutable dalla Marine nationale.

## Storia

### Sviluppo
Negli anni sessanta il governo francese decise di avviare un programma sperimentale di difesa basato su armamenti nucleari con cui equipaggiare le proprie unità navali in forza alla Marine Nationale. Lo sviluppo venne assegnato alla SEREB, azienda che vantava un'esperienza nel campo di vettori aerospaziali con la serie "pierres précieuses" (pietre preziose), ovvero Agate, Topaze, Rubis, Emeraude, Saphir, e che sfociò nell'allora suo sviluppo più recente, il Diamant, nel 1965.
A partire dalla seconda metà del decennio, vennero condotte una serie di prove su alcuni sistemi preliminari, con lo scopo di testare le varie tecnologie. In particolare, le esperienze più importanti furono accumulate tra il 1966 ed il 1967 con i quattro M112, missile monostadio, durante le quali vennero effettuati lanci da una struttura, la NEMO, espressamente progettata per simulare un lancio da sommergibile, venne avviato il programma M1 destinato a rendere operativo il lancio di un vettore da sotto la superficie marina.
A partire da questo missile, vennero sviluppati una serie di vettori a due stadi, chiamati M012 ed M013. Del primo, ne furono lanciati solo un paio di esemplari, nel 1968, mentre del secondo ben quindici in tre anni (1968-1971). In particolare, molto importante fu il lancio dell'11 giugno 1970, grazie al quale venne effettuata fu la qualificazione dell'interfaccia tra la testata nucleare ed il missile stesso.
Il risultato di questi studi, e della relativa campagna di lanci, condussero alla realizzazione del primo SLBM francese, l'M1, che volò per la prima volta nel 1971.

### Impiego operativo
Gli M1, con la testata nucleare MR 41 da 500 chilotoni entrarono in servizio nel 1972, con la prima crociera operativa a bordo del sottomarino nucleare Le Redoutable della classe omonima a partire dal 28 gennaio di quell'anno, equipaggiando i primi quattro esermplari. Tuttavia, già a partire dal 1974, gli M1 furono sostituiti dai più avanzati missili M2.

### Comparazione
|                                | M1                     | M2                     | M20                   | M4                            | M45                   | M51                           |
| ------------------------------ | ---------------------- | ---------------------- | --------------------- | ----------------------------- | --------------------- | ----------------------------- |
| Testata standard               | 1.360 kg (2.990 lb)    | 1.360 kg (2.990 lb)    |                       | 3.600 kg (7.900 lb)           |                       |                               |
| Range massimo                  | 3.008 km (1.869 mi)    | 3.200 km (1.900 mi)    | 3.000 km (1.800 mi)   | 3.900 km (2.400 mi)           | 4.100 km (2.500 mi)   |                               |
| Numero di testate standard     | 1                      | 1                      |                       | 6                             |                       |                               |
| yield testata                  | 1.000 KT               |                        |                       | 150 KT                        |                       |                               |
| Boost propulsione              | Solid rocket           | Solid rocket           |                       | Solid rocket                  | Solid rocket          |                               |
| Cruise engine                  |                        |                        |                       | P402                          | P402                  |                               |
| Initial Operational Capability | 1971                   | 1973                   |                       | 1985                          |                       |                               |
| Stato                          | Ritirato 1972          | Ritirato 1973          | Ritirato 1980         | Ritirato 1986                 | Attivo                | Attivo                        |
| Massa lorda                    | 20.005 kg (44.103 lb)  | 19.500 kg (42.900 lb)  | 20.000 kg (44.000 lb) | 34.987 kg (77.133 lb)         | 35.000 kg (77.000 lb) | 56.000 kg (123.000 lb)        |
| Payload                        | 1.360 kg (2.990 lb)    | 1.360 kg (2.990 lb)    |                       | 3.600 kg (7.900 lb)           |                       |                               |
| Altezza                        | 10,67 m (35,00 ft)     | 10,67 m (35,00 ft)     | 10,70 m (35,10 ft)    | 11,07 m (36,31 ft)            | 11,07 m (36,31 ft)    | 12,00 m (39,00 ft)            |
| Diametro                       | 1,49 m (4,88 ft)       | 1,52 m (4,98 ft)       | 1,50 m (4,90 ft)      | 1,92 m (6,30 ft)              | 1,92 m (6,30 ft)      | 2,30 m (7,50 ft)              |
| Span                           | 1,49 m (4,88 ft)       | 1,52 m (4,98 ft)       |                       | 1,92 m (6,29 ft)              |                       |                               |
| Spinta                         | 440,00 kN (98.910 lbf) | 440,00 kN (98.910 lbf) |                       | 900,00 kN (202.320 lbf)       |                       |                               |
| Apogeo                         | 500 km (310 mi)        | 600 km (370 mi)        | 600 km (370 mi)       | 800 km (490 mi)               | 800 km (490 mi)       | 1.000 km (600 mi)             |
| First date                     | 1/1/1971               | 1/1/1973               | 6/12/1974             | 11/28/1980                    | 2/14/1995             | 11/9/2006                     |
| Last date                      | 1/1/1972               | 7/20/1973              | 1/1/1980              | 3/1/1986                      | 2/1/2005              | 7/10/2010                     |
| Numero                         | 4                      | 3                      | 4                     | 16                            | 6                     | 5                             |
| Varianti                       |                        | M2-1 (32) M2-2 (27)    |                       | M4-1 (22) M4-2 (22) M4-3 (22) |                       | M51-1 (2) M51-2 (2) M51-3 (2) |